# Segnali di fumo

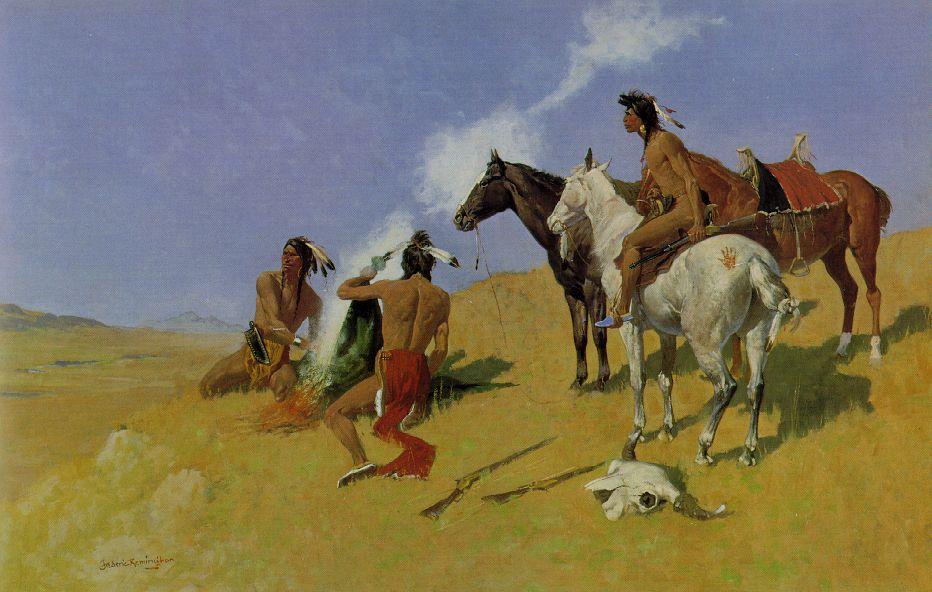
Esempio di segnali di fumo indiani.

I segnali di fumo sono probabilmente uno dei metodi più antichi per comunicare.
È un tipo di comunicazione visiva, che prevede la formazione di nuvole/sbuffi di fumo, generate grazie ad un falò a cui veniva aggiunta dell'erba o dei rami verdi, quindi scoperto a intervalli più o meno regolari da un telo o coperta che faceva da segnalatore, in modo da formare nuvole di diverse dimensioni. Come canale di comunicazione veniva usato il cielo, quindi questo tipo di comunicazione era prettamente diurna e il ricevitore altro non erano che gli occhi di chi sapeva decifrare il messaggio.

## Storia
È uno dei metodi più utilizzati dagli indiani d'America, dagli aborigeni australiani e dagli Yamana per comunicare a  distanza. Questo metodo è noto ai più grazie ai film western o per alcuni fumetti che hanno molto enfatizzato questa pratica. Nella realtà attraverso questo sistema era possibile comunicare solamente elementari concetti, come ad esempio l'arrivo di un nemico.
Nella storia passata si hanno tracce di questo utilizzo anche in Cina, dove i guardiani della Grande muraglia, comunicavano grazie a questo sistema passando il messaggio da torre a torre, raggiungendo distanze di 750 chilometri. Anche Polibio utilizzò questo sistema per trasmettere messaggi cifrati.
A partire almeno dal XIII secolo, è documentato l’uso di segnali di fumo nelle città, nei castelli, nelle torri e nei villaggi dell’Italia settentrionale e centrale come mezzo per avvertire dell’avvicinarsi del nemico in tempo di guerra. Una sola colonna di fumo indicava che le forze nemiche erano numerose, mentre due colonne segnalavano che la minaccia era costituita da un contingente di scarsa consistenza. Di notte, gli stessi segnali venivano trasmessi mediante fuochi o lanterne.
Tuttora questo tipo di messaggi sono utilizzati anche in Vaticano in occasione delle elezioni del Papa. Le schede  delle votazioni dei  cardinali durante il conclave sono bruciate in modo che esca un caratteristico fumo nero in caso di votazione senza risultati utili, mentre l'ultima volta, quando viene eletto il pontefice, il fumo è bianco (si veda la voce fumata nera e fumata bianca).
Se di giorno i segnali a distanza erano affidati soprattutto a segnali di fumo, di notte al loro posto vi erano segnali luminosi. Secondo quanto riferisce Eschilo nell'Agamennone, la presa di Troia fu resa nota nell'antica Grecia la notte stessa tramite una serie ininterrotta di segnalazioni luminose emesse da appositi "posti di guardia".